# Patu marplesi
Patu marplesi is een spinnensoort uit de familie Symphytognathidae. De soort komt voor in Samoa.